# Potje met vet
Potje met vet, ook wel naar de eerste regel Ik heb een potje met vet genoemd, is een traditioneel Nederlandstalig liedje. Vooral het refrein (“Hier komt het ... couplet / Ik heb een potje met vet / Al op de tafel gezet / Ik heb een potje potje potje potje ve-e-et / Al op de tafel gezet”) is erg bekend. Het liedje kan eindeloos worden gezongen, waarbij men het eerste, tweede, derde en volgende couplet aankondigt.

## Geschiedenis
Van oorsprong werd het lied waarschijnlijk gezongen door marcherende soldaten.
Het lied werd in 1974 gepopulariseerd door de Nederlandse band Hydra, met behalve het refrein drie unieke coupletten. Eind 20ste en begin 21ste eeuw werd het bij uitstek gezongen tijdens avondvierdaagsen, andere lange wandelingen, tijdens kamperen, in de bus (bijvoorbeeld op schoolreisje) of in de auto met vakantie.
Het liedje was in 1994 populair onder lesbiennes, omdat potje of pot, oorspronkelijk een scheldwoord voor lesbiennes, door hen tot een geuzennaam werd gemaakt waarmee ze zich met trots identificeerden.
Het lied is vergelijkbaar met het Engelse liedje 99 Bottles of Beer, en het Franse ... kilomètres à pied, ça use les souliers. Het laatste wordt in het verhaal Asterix en de Noormannen door de bard gezongen, als un milia passuum à pied, ça use les caligae.
Een ander marslied dat tot vervelens toe herhaald kan worden, gaat “Een, twee, drie, vier, vijf, zes, zeven. / Zo gaat ie goed, zo gaat ie beter. / Alweer een kilometer!”

## Betekenis
Het is onbekend waar het genoemde potje met vet voor dient. Een taalkundige opperde in 1970 in De Nieuwe Taalgids dat met 'vet' misschien in dit geval bier werd bedoeld, maar kon daar geen bewijs voor vinden. Taalhistoricus en journalist Ewoud Sanders concludeerde in 2011 dat het mogelijk een oud soldatenmarsliedje was en dat het vet gebruikt zou kunnen zijn "om het leer van onder andere schoenen en riem soepel te houden", maar het kon ook "een (glazen) potje met vet en lont" voor verlichting zijn of "braadvet of vet voor op brood." Het gebrek aan een verklaring voor de betekenis van het lied, dat desondanks zeer populair is geworden, heeft verschillende commentatoren gefrustreerd.